# Ulrich Hagenloch
Ulrich Hagenloch (* 27. Mai 1952 in Neckarhausen) ist ein deutscher Jurist und ehemaliger Präsident des Oberlandesgerichts Dresden.
Hagenloch trat 1978 in den Justizdienst des Landes Baden-Württemberg ein. Von 1979 bis 1982 war er in Stuttgart im Justizministerium tätig. Es folgte 1982 seine Ernennung zum Richter am Landgericht Rottweil und 1989 seine Ernennung zum Richter am Oberlandesgericht Stuttgart. Während seiner Zeit beim Landgericht Rottweil (1982 bis 1989) war er an den Bundesgerichtshof abgeordnet.
In die sächsische Justiz wechselte Ulrich Hagenloch im März 1992. Erste Station hier war das Bezirksgericht Dresden. Im Januar 1993 wurde er Vizepräsident des Oberlandesgerichts Dresden.
Am 4. Dezember 2006 ernannte ihn Justizminister Geert Mackenroth zum Präsidenten des Oberlandesgerichts Dresden. Am 1. Dezember 2017 trat er in den Ruhestand ein.
Der sächsische Landtag wählte Ulrich Hagenloch am 10. Juni 2015 zum Mitglied des Verfassungsgerichtshofes.